# لونا بارك (القاهرة)
لونا بارك هو متنزه على طراز الترام في مصر الجديدة. افتتح لونا بارك في عام 1911 وكان أول حديقة ملاهي بنمط غربي في افريقيا وأول متنزه في الشرق الأوسط، وفي عام 1915 حُول لمستشفى مساعد أثناء الحرب العالمية الأولى وقد أُغلق في 10 يوليو عام 1916.

## مدينة الملاهي
بنيت مصر الجديدة في العقد الأول من القرن العشرين بهدف أن تكون واحة في القاهرة، وبعد انهيار البورصة عام 1907 تعاقد مطورو المدينة مع الحكومة المصرية لبناء سكن موظفي الحكومة، بالإضافة إلى ذلك، خُطط أيضًا لأماكن ترفيهية للوافدين الجدد.
احتوى المخطط مصر الجديدة أول منطقة ترفيهية في مصر إلى جانب احتواءها على:
- حلبة الخيل
- ملعب البولو
- ملعب الكريكيت
- مطار
- ملعب للغولف
- مطاعم بالإضافة إلى توفر ترام جديد يربط بين القاهرة وهيليوبوليس.[6]

بنيت حديقة الترفيه الجديدة لونا بارك في 1910 لتكون أول حديقة في افريقيا والأولى في الشرق الأوسط وافتتحت لأول مرة للجمهور في 16 يونيو 1911 وقدمت العديد من الالعاب الميكانيكية منها قطار الجرس الهزاز والألعاب المتوسطة مثل مضمار التزحلق.

## المستشفى المساعد
أدى اندلاع الحرب العالمية الأولى في أواخر عام 1914 إلى تشكيل فرقة الجيش الأسترالية والنيوزيلندية (ANZACS) بقيادة الجنرال وليام بيردوود في مصر، وكان أحد أول التدابير هي إنشاء المستشفى العام الاسترالي في فندق قصر هليوبوليس القريب من لونا بارك.
بحلول 19 يناير 1915 زاد الطلب على أماكن الأسرة الطبية من طرف فرقة (ANZACS) إلى درجة توسيع المرافق لتشمل مضمار الجليد في لونا بارك حيث تم إنشاء فرع مساعد للمشفى العام. بحلول 28 أبريل 1915 إمتلأ المضمار بأكثر من 500 سرير، وتم توفير مساكن إضافية مؤقتة في جناح "المنزل المسكون" و"اللعبة الدوارة" و"السكة الحديدة" كما تم تعديل مكتب التذاكر ليحتوي على غرفة عمليات.
بحلول منتصف مايو 1915، كان المستشفى يعالج الجرحى كما وصل عدد الاسرة إلى 1200 سرير معظمها مصنوعة من الخيزوران وخشب النخيل. في أغسطس 1915 بلغ عدد الجرحى في لونا بارك 1400 شخص و في النهاية أغلق هذا الفرع للمستشفى في 10 يوليو 1916 عندما إنتقل المستشفى الرئيسي إلى فرنسا.

## ما بعد الحرب العالمية الأولى

مشهد من الحرب العالمية الأولى

يحتل ميدان روكسي الآن الموقع السابق لـ لونا بارك في حين أن العيدد من المباني المحيطة بالحديقة لا تزال موجودة، إلا أنه لا يوجد أي أثر لهذه المعلمة السياحية الشهيرة التي كانت موجودة في السابق.